# J.League Division 2 2003
La J.League Division 2 2003 è stata la quinta edizione della J.League Division 2.

## Classifica
|     | Squadra             | G  | V  | N  | P  | GF | GS | ±   | Pti | Note                                                              |
| --- | ------------------- | -- | -- | -- | -- | -- | -- | --- | --- | ----------------------------------------------------------------- |
| 1.  | Albirex Niigata     | 44 | 27 | 7  | 10 | 80 | 40 | +40 | 88  | Campione J.League Division 2 2003 Promosso in J.League Division 1 |
| 2.  | Sanfrecce Hiroshima | 44 | 25 | 11 | 8  | 65 | 35 | +30 | 86  | Promosso in J.League Division 1                                   |
| 3.  | Kawasaki Frontale   | 44 | 24 | 13 | 7  | 88 | 47 | +41 | 85  |                                                                   |
| 4.  | Avispa Fukuoka      | 44 | 21 | 8  | 15 | 67 | 62 | +5  | 71  |                                                                   |
| 5.  | Ventforet Kofu      | 44 | 19 | 12 | 13 | 58 | 46 | +12 | 69  |                                                                   |
| 6.  | Omiya Ardija        | 44 | 18 | 7  | 19 | 52 | 61 | -9  | 61  |                                                                   |
| 7.  | Mito HollyHock      | 44 | 15 | 11 | 18 | 37 | 41 | -4  | 56  |                                                                   |
| 8.  | Montedio Yamagata   | 44 | 15 | 10 | 19 | 52 | 60 | -8  | 55  |                                                                   |
| 9.  | Consadole Sapporo   | 44 | 13 | 13 | 18 | 57 | 56 | +1  | 52  |                                                                   |
| 10. | Shonan Bellmare     | 44 | 11 | 11 | 22 | 33 | 53 | -20 | 44  |                                                                   |
| 11. | Yokohama FC         | 44 | 10 | 12 | 22 | 49 | 88 | -39 | 42  |                                                                   |
| 12. | Sagan Tosu          | 44 | 3  | 11 | 30 | 40 | 89 | -49 | 20  |                                                                   |

G = giocate; V = vinte; N = nulle; P = perse; GF = Gol fatti; GS = Gol subiti; ± = Differenza reti; Pti = Punti

## Classifica marcatori
| Pos | Calciatore       | Squadra             | Gol | rig | Pres. | Tiri | Gol/Partite |
| --- | ---------------- | ------------------- | --- | --- | ----- | ---- | ----------- |
| 1°  | Marcus           | Albirex Niigata     | 32  | 7/7 | 41    | 156  | 0,79        |
| 2°  | Juninho          | Kawasaki Frontale   | 28  | 6/7 | 39    | 189  | 0,74        |
| 3°  | Bare             | Omiya Ardija        | 22  | 3/3 | 43    | 143  | 0,58        |
| 4°  | Bentinho         | Avispa Fukuoka      | 20  | 1/3 | 41    | 183  | 0,49        |
| 5°  | Augusto          | Kawasaki Frontale   | 17  | 0/0 | 41    | 128  | 0,42        |
| 6°  | Marcelo          | Sanfrecce Hiroshima | 14  | 5/5 | 32    | 77   | 0,47        |
| 7°  | Kazuki Ganaha    | Kawasaki Frontale   | 13  | 0/0 | 40    | 73   | 0,52        |
|     | Yusaku Ueno      | Albirex Niigata     | 13  | 0/0 | 41    | 43   | 0,38        |
| 9°  | Shōji Jō         | Yokohama FC         | 12  | 0/1 | 33    | 83   | 0,40        |
| 10° | Kosei Nakamura   | Montedio Yamagata   | 11  | 0/0 | 40    | 42   | 0,56        |
|     | Hiroyuki Hayashi | Avispa Fukuoka      | 11  | 0/0 | 31    | 45   | 0,46        |